# Perth Glory Football Club 2013-2014
Questa voce raccoglie le informazioni riguardanti il Perth Glory Football Club nelle competizioni ufficiali della stagione 2013-2014.

## Stagione
Nella stagione 2013-2014 il Perth Glory ha disputato la A-League, massima serie del campionato australiano di calcio, terminando il torneo all'ottavo posto con 28 punti conquistati in 27 giornate, frutto di 7 vittorie, 7 pareggi e 13 sconfitte.

## Rosa
| N. |                          | Ruolo | Calciatore         |
| -- | ------------------------ | ----- | ------------------ |
| 1  | Australia (bandiera)     | P     | Danny Vuković      |
| 2  | Australia (bandiera)     | D     | Jack Clisby        |
| 3  | Australia (bandiera)     | D     | Brandon O'Neill    |
| 4  | Australia (bandiera)     | C     | Ryan Edwards       |
| 5  | Australia (bandiera)     | D     | Steve Pantelidis   |
| 5  | Australia (bandiera)     | D     | Rostyn Griffiths   |
| 6  | Australia (bandiera)     | C     | Cameron Edwards    |
| 7  | Australia (bandiera)     | C     | Jacob Burns        |
| 8  | Giappone (bandiera)      | A     | Ryō Nagai          |
| 8  | Serbia (bandiera)        | A     | Nebojša Marinković |
| 9  | Nuova Zelanda (bandiera) | A     | Shane Smeltz       |
| 10 | Australia (bandiera)     | A     | Jamie Maclaren     |
| 11 | Australia (bandiera)     | C     | Adrian Zahra       |
| 13 | Australia (bandiera)     | C     | Travis Dodd        |
| 14 | Scozia (bandiera)        | C     | Steven McGarry     |

| N. |                      | Ruolo | Calciatore      |
| -- | -------------------- | ----- | --------------- |
| 15 | Australia (bandiera) | C     | Isaka Cernak    |
| 16 | Brasile (bandiera)   | A     | Sidnei          |
| 17 | Australia (bandiera) | A     | Chris Harold    |
| 18 | Australia (bandiera) | C     | Jack Duncan     |
| 19 | Australia (bandiera) | D     | Joshua Risdon   |
| 20 | Australia (bandiera) | C     | Daniel De Silva |
| 21 | Australia (bandiera) | D     | Scott Jamieson  |
| 22 | Australia (bandiera) | A     | Ndumba Makeche  |
| 23 | Australia (bandiera) | D     | Michael Thwaite |
| 24 | Australia (bandiera) | D     | Matthew Davies  |
| 25 | Australia (bandiera) | D     | Riley Woodcock  |
| 28 | Lituania (bandiera)  | A     | Darvydas Šernas |
| 30 | Australia (bandiera) | P     | Devon Spence    |
| 36 | Francia (bandiera)   | D     | William Gallas  |
| 39 | Australia (bandiera) | P     | Luke Radonich   |

## Statistiche

### Statistiche di squadra
| Competizione | Punti | In casa | In casa | In casa | In casa | In casa | In casa | In trasferta | In trasferta | In trasferta | In trasferta | In trasferta | In trasferta | Totale | Totale | Totale | Totale | Totale | Totale | DR |
| Competizione | Punti | G       | V       | N       | P       | Gf      | Gs      | G            | V            | N            | P            | Gf           | Gs           | G      | V      | N      | P      | Gf     | Gs     | DR |
| ------------ | ----- | ------- | ------- | ------- | ------- | ------- | ------- | ------------ | ------------ | ------------ | ------------ | ------------ | ------------ | ------ | ------ | ------ | ------ | ------ | ------ | -- |
| A-League     | 28    | 13      | 6       | 4       | 3       | 18      | 12      | 14           | 1            | 3            | 10           | 10           | 25           | 27     | 7      | 7      | 13     | 28     | 37     | -9 |
| Totale       | -     | 13      | 6       | 4       | 3       | 18      | 12      | 14           | 1            | 3            | 10           | 10           | 25           | 27     | 7      | 7      | 13     | 28     | 37     | -9 |